# Branitzer Park

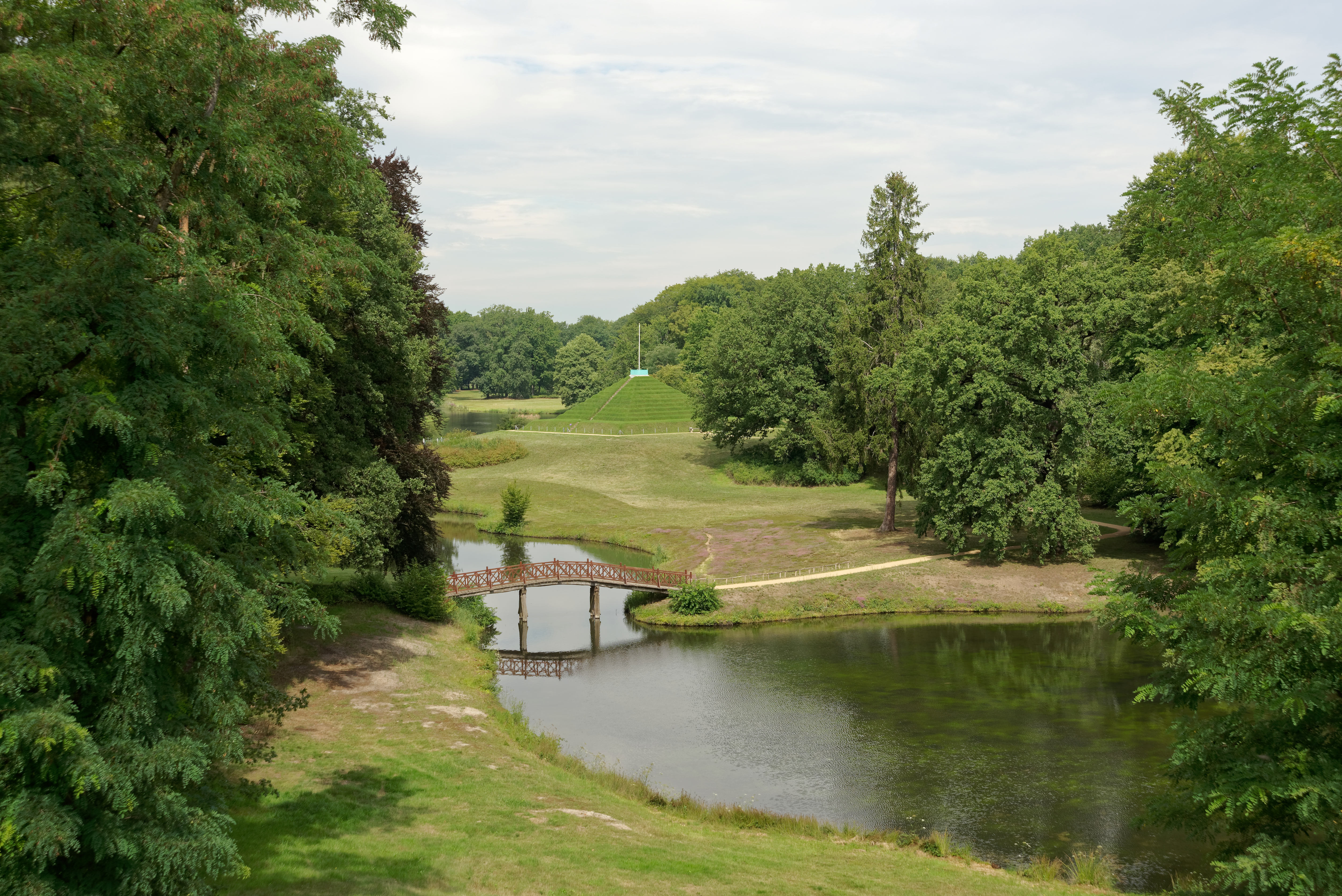
Blick vom Herrmannsberg auf die Landpyramide

Der Branitzer Park bei Cottbus ist ein ab 1846 von Fürst Hermann von Pückler-Muskau angelegter Landschaftspark mit unterschiedlich gestalteten Parkbereichen. Die Parklandschaft ist die bedeutendste der Cottbuser Parkanlagen und einer der letzten großen Englischen Landschaftsparks, die im 19. Jahrhundert auf dem europäischen Kontinent angelegt wurden.
Das Besondere am Branitzer Park ist, dass Fürst Pückler hier aus einer ebenen Agrarlandschaft ein künstliches Relief aus Hügeln und Tälern sowie Gewässern schuf und den Park mit gezielten Gehölzpflanzungen, Wegen und Architekturen zu einer idealisierten, natürlich anmutenden Landschaft gestaltete.
Im Zentrum des 622 Hektar großen Areals befindet sich Schloss Branitz, in dem Pückler mit seiner von ihm 1826 geschiedenen Frau Lucie von Pückler-Muskau lebte. Wahrzeichen des Parks sind die Seepyramide, in der Lucie und Herrmann von Pückler beigesetzt wurden, und die in der Nähe liegende Landpyramide.

## Geschichte

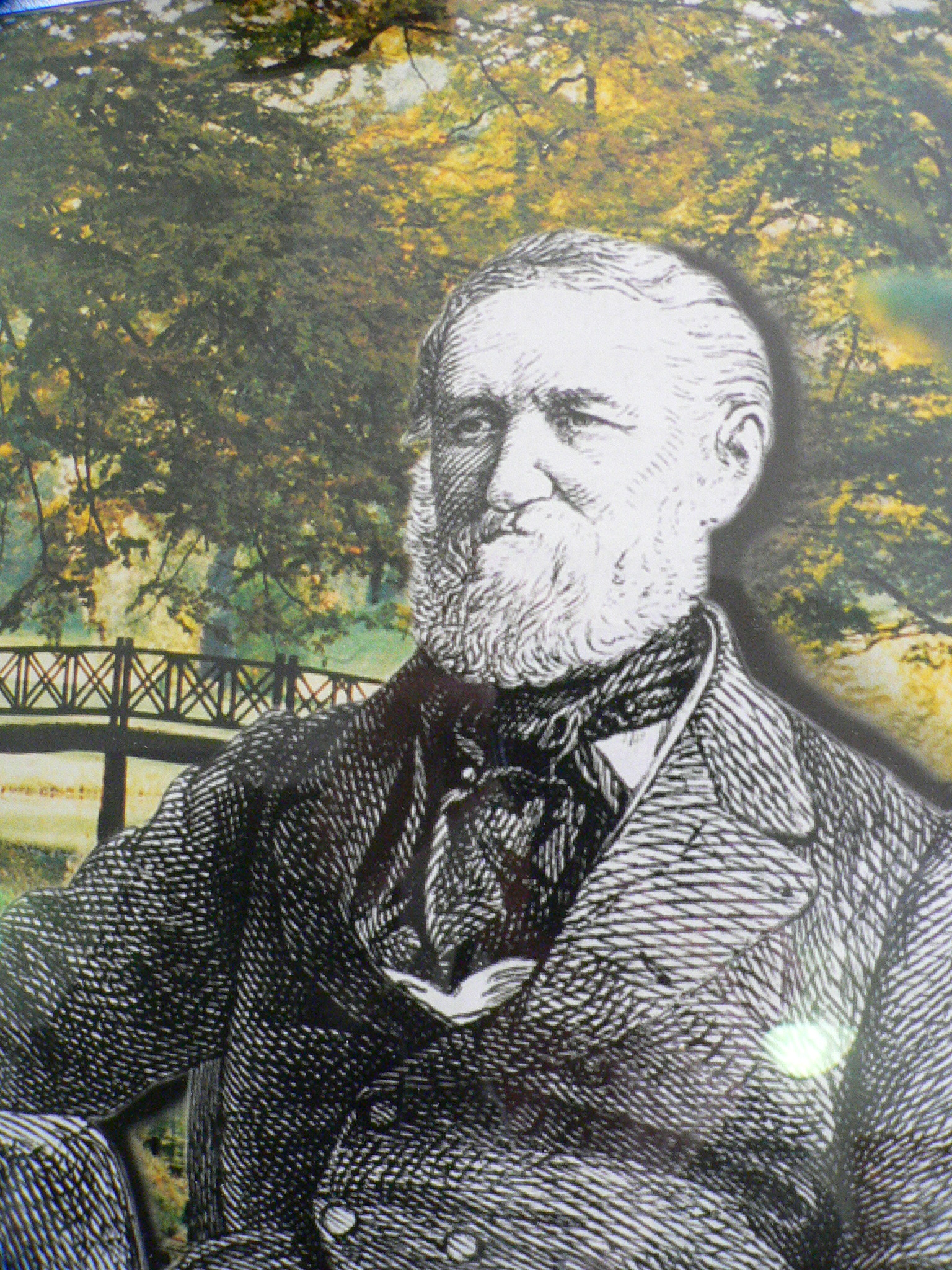
Fürst Hermann von Pückler-Muskau (1785–1871)

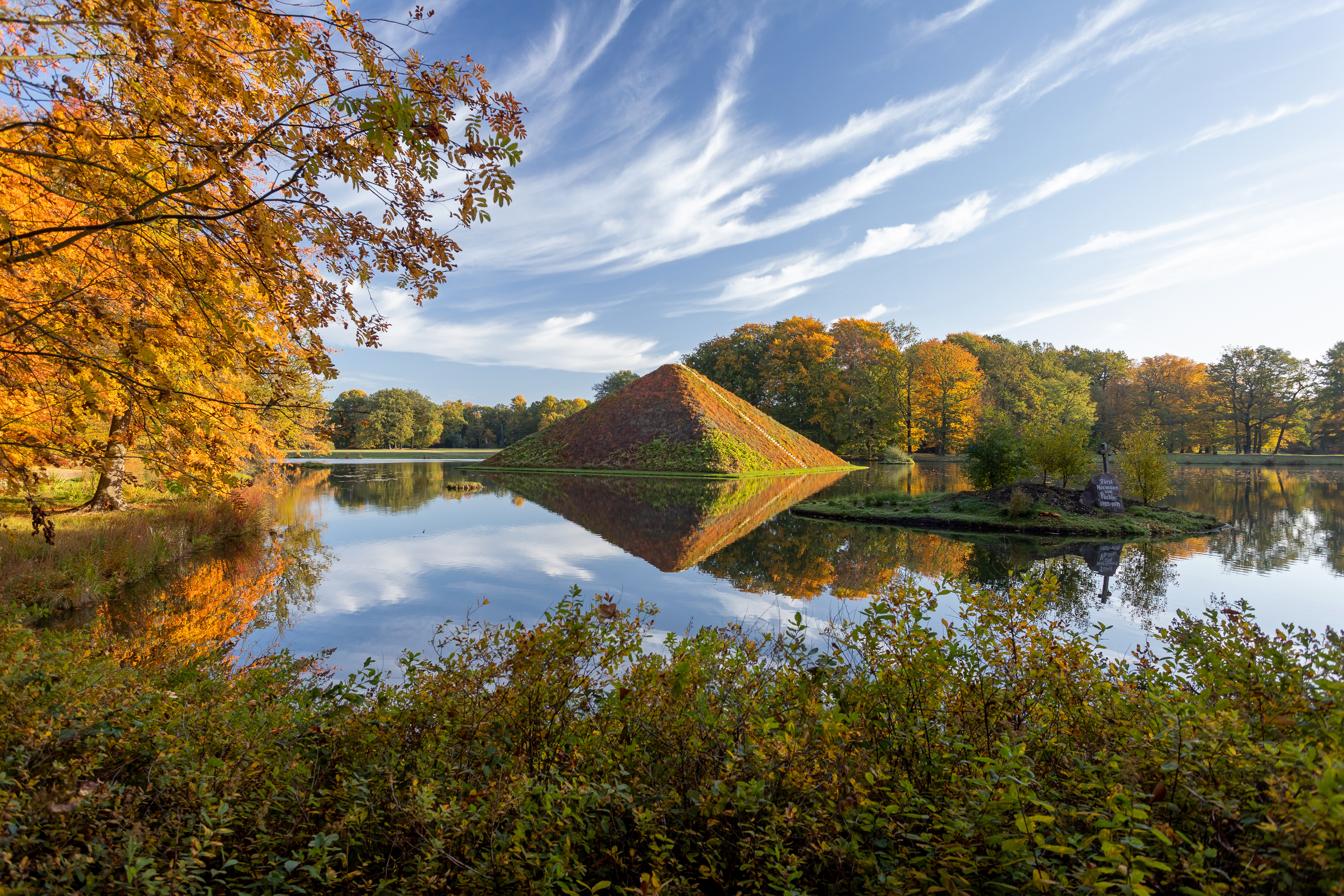
Pyramidensee mit Blick auf die Seepyramide – Begräbnisstätte von Fürst Pückler und Fürstin Lucie

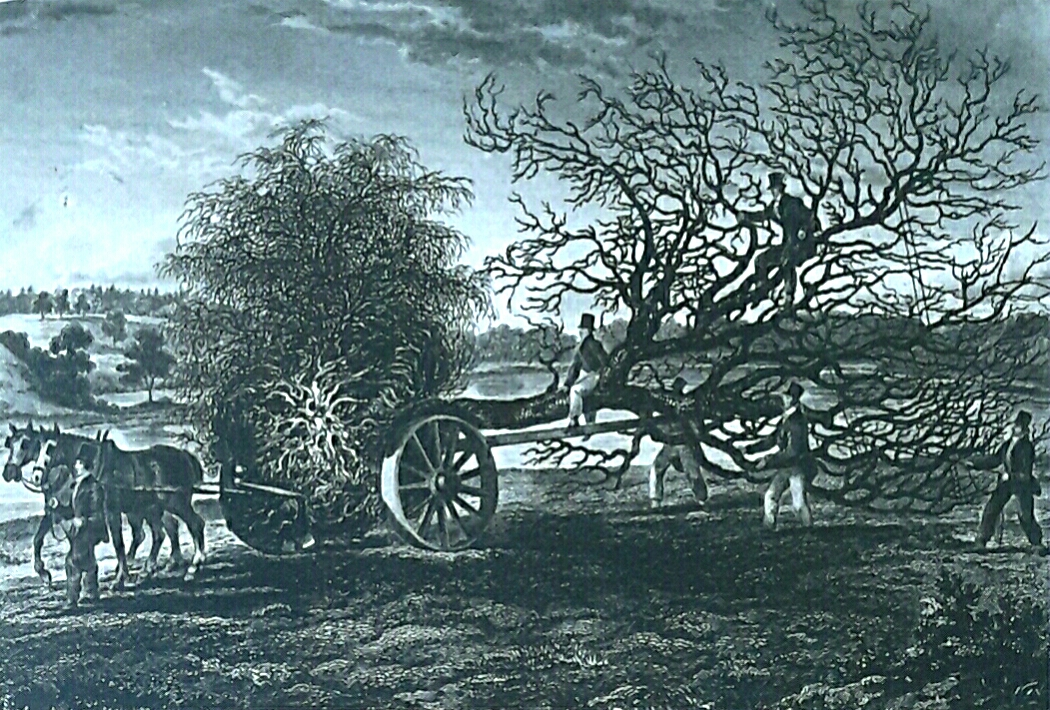
Transport großer Bäume mit einem Großbaumverpflanzwagen um 1828

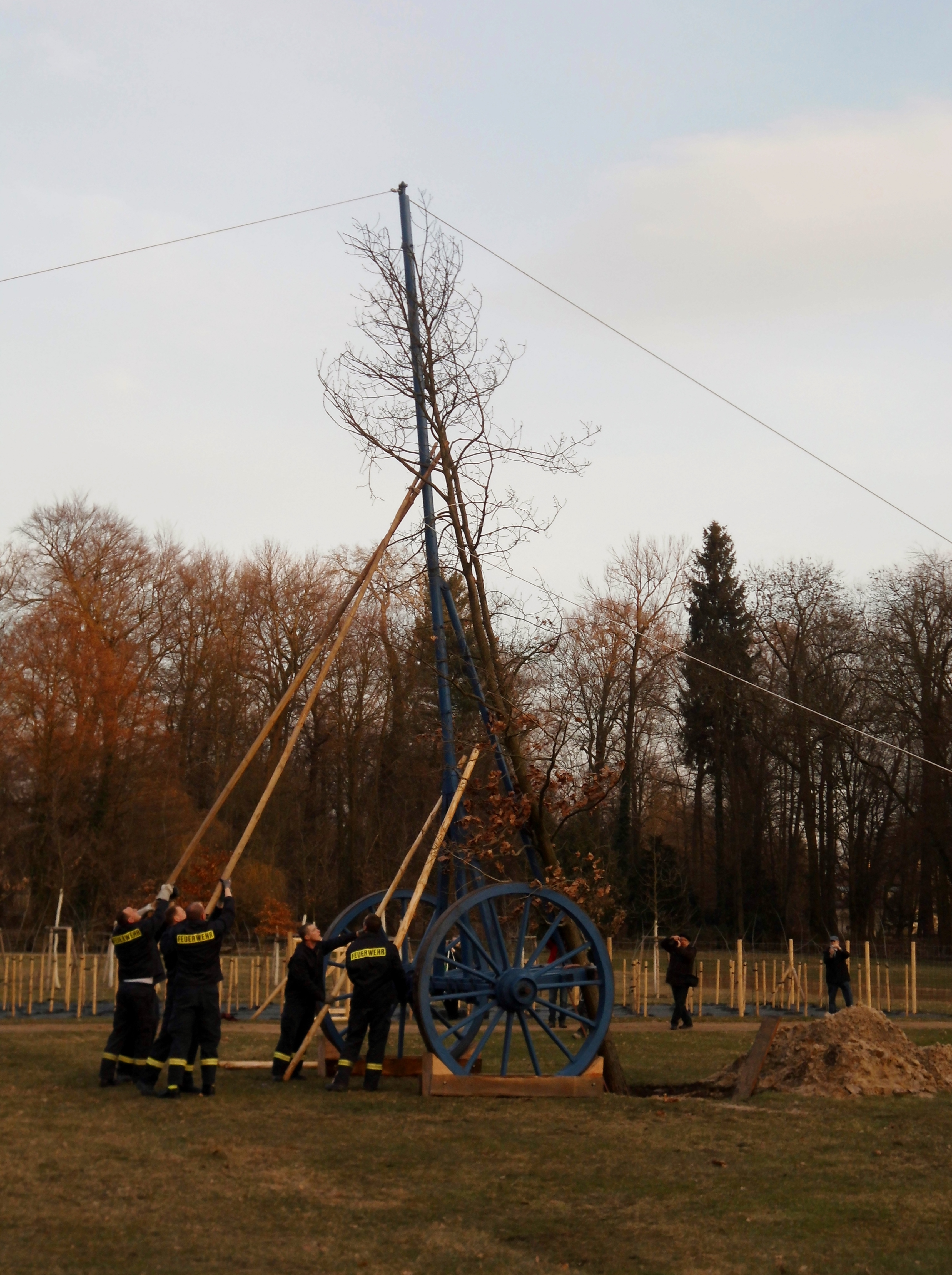
Baumpflanzung nach historischem Vorbild mit dem Nachbau eines Großbaumverpflanzwagens

Das Majorat Branitz gelangte 1696 in den Besitz der Grafenfamilie Pückler. 1785 zog die Familie nach Muskau; Branitz wurde verpachtet. 1845 musste Hermann von Pückler-Muskau seinen Wohnsitz – Schloss Muskau und die angrenzenden Muskauerer Parkanlagen – aufgrund finanzieller Probleme verkaufen. Er legte in Branitz ab 1846 nach englischem Vorbild einen Landschaftspark an und bezog 1852 mit Fürstin Lucie sein um- und ausgebautes Branitzer Schloss. Bis heute ist der von Pückler geschaffene Branitzer Landschaftspark zu einer Größe von über 620 ha angewachsen.
Durch seine Parkschöpfungen, insbesondere in Muskau und Branitz, zählt Hermann Fürst von Pückler-Muskau neben Peter Joseph Lenné und Friedrich Ludwig Sckell zu den bedeutendsten deutschen Gartenkünstlern des 19. Jahrhunderts. Nach Pücklers Tod durchliefen Schloss und Park eine wechselvolle Geschichte, die sich in zwei Hauptphasen gliedert: Die Zeit bis 1945, in der sich Pücklers Erbe in den Händen seiner Nachfahren befand, und daran anschließend die als öffentliches Eigentum.
Der Pflichterbe des Majorats Branitz, Pücklers Stiefcousin Heinrich von Pückler, nahm am Branitzer Landschaftspark weitreichende Um- und Ausgestaltungen vor; dabei setzte er auch eigene Ideen um. Da Heinrich Graf von Pückler meist nicht vor Ort war, betraute er den von ihm weiterbeschäftigten Obergärtner Georg Bleyer mit der Leitung der im Park anstehenden Arbeiten. Unter dem darauf folgenden Erben August von Pückler (1864–1937) wurden kaum Veränderungen vorgenommen, auch nicht nach dem Ersten Weltkrieg, als das Schloss wieder Hauptwohnsitz der Pücklers wurde; eine hinreichende Parkpflege unterblieb. Wirtschaftliche Probleme führten ab 1931 zu umfangreichen Landverkäufen und ab 1933 zur Fremdverwaltung des Besitzes. In einem 1934 geschlossenen Vertrag verpflichtete sich die Stadt Cottbus, die Hälfte der Kosten zur Unterhaltung des Branitzer Parks zu übernehmen.
Nach dem Zweiten Weltkrieg wurde die Familie von Pückler enteignet und Park und Schloss Branitz in Volkseigentum überführt. Bei der Bodenreform in der Sowjetischen Besatzungszone wurden anschließend Teile der Ländereien vor allem im Außenpark sowie die Gutsökonomie und die Schlossgärtnerei in Privateigentum bzw. volkseigene Güter überführt.
Seit 1995 gehören der Innenpark mit dem umgebenden Pleasureground und dem Branitzer Schloss sowie den fast 30 Branitzer Parkbauten und Brücken zu der von der Stadt Cottbus gegründeten kommunalen Stiftung Fürst-Pückler-Museum, Park und Schloss Branitz, die 2018 in eine Stiftung des öffentlichen Rechts des Landes Brandenburg umgewandelt wurde. Nach und nach wurden Teile der früheren Gutsökonomie sowie die ehemalige Schlossgärtnerei saniert.
Die Branitzer Parklandschaft steht als Gartendenkmal auf der Denkmalliste des Landes Brandenburg. Darüber hinaus gibt es Bestrebungen, die Anlage in das UNESCO-Weltkulturerbe aufnehmen zu lassen. Der Fürst-Pückler-Park Branitz wurde 2010 eines von vier Gründungsmitgliedern im Europäischen Parkverbund Lausitz. Weitere Mitglieder sind der Fürst-Pückler-Park Bad Muskau, der Ostdeutsche Rosengarten Forst und der Schlosspark Brody/Pförten. Seit 2017 gehören fünf weitere Parks dazu. Am 27. Mai 2019 wurde der Branitzer Park in das European Garden Heritage Network aufgenommen.
Für 2012 wurden rund 200.000 Besucher der Parkanlagen und 63.000 Besucher der Museen und sonstigen Veranstaltungen ermittelt; 2021 waren es ca. 400.000 Parkbesucher. Ende August 2015 wurde die Restaurierung der Seepyramide abgeschlossen. Die als Stufenpyramide errichtete Landpyramide erhielt anlässlich des 175-jährigen Jubiläums der Branitzer Parklandschaft im Jahr 2021 ihre ursprünglich vorhandenen 12 Stufen zurück. Im Frühjahr 2024 wurde die historische Zaunanlage des Parks wiederhergestellt.

## Gliederung und Gestaltung

Plan vom zonierten Branitzer Landschaftspark mit Pleasureground um Schloss Branitz, Innenpark und Außenpark

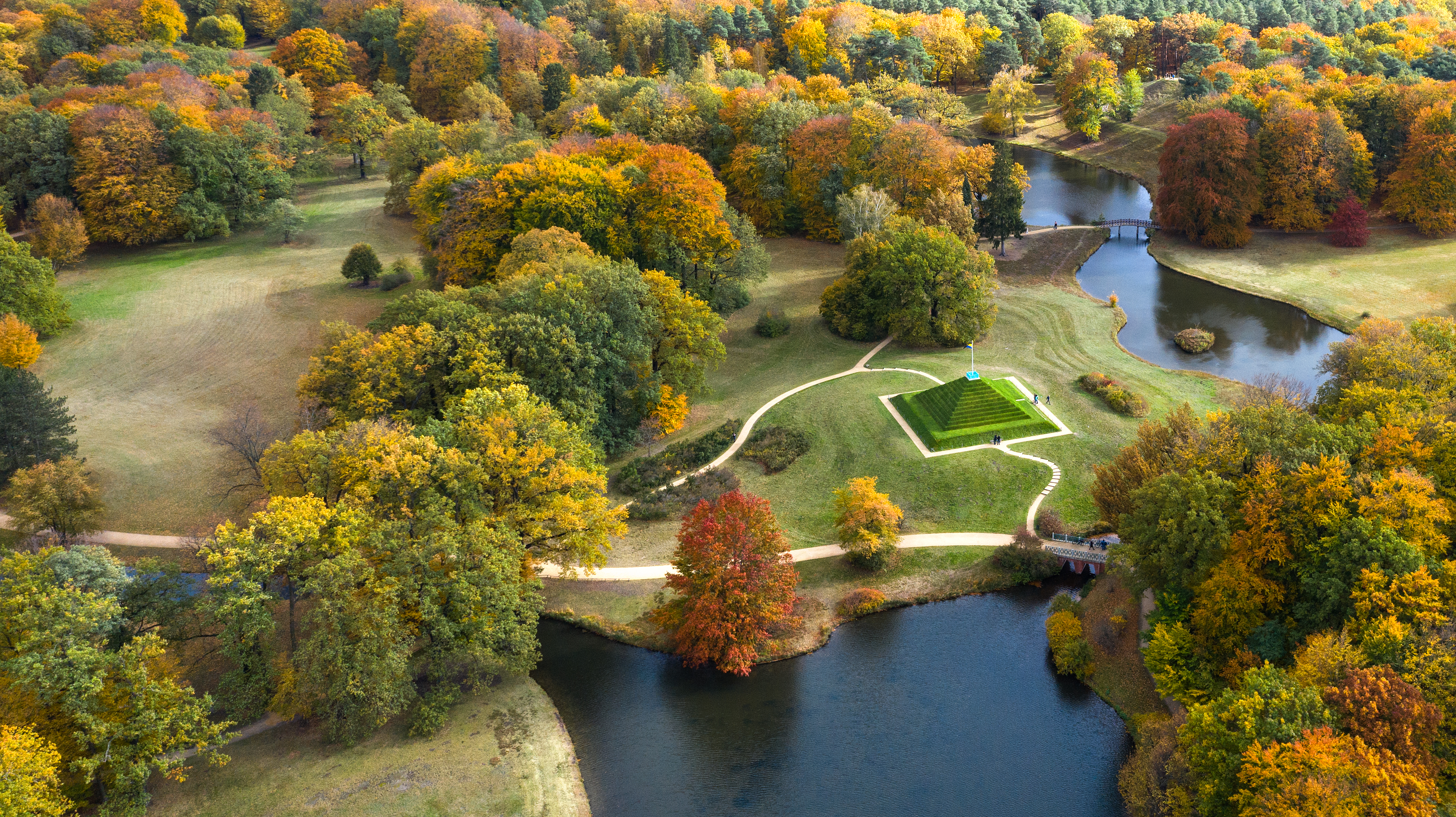
Teil des Innenparks – vorne die Landpyramide, rechts im Hintergrund der Herrmannsberg

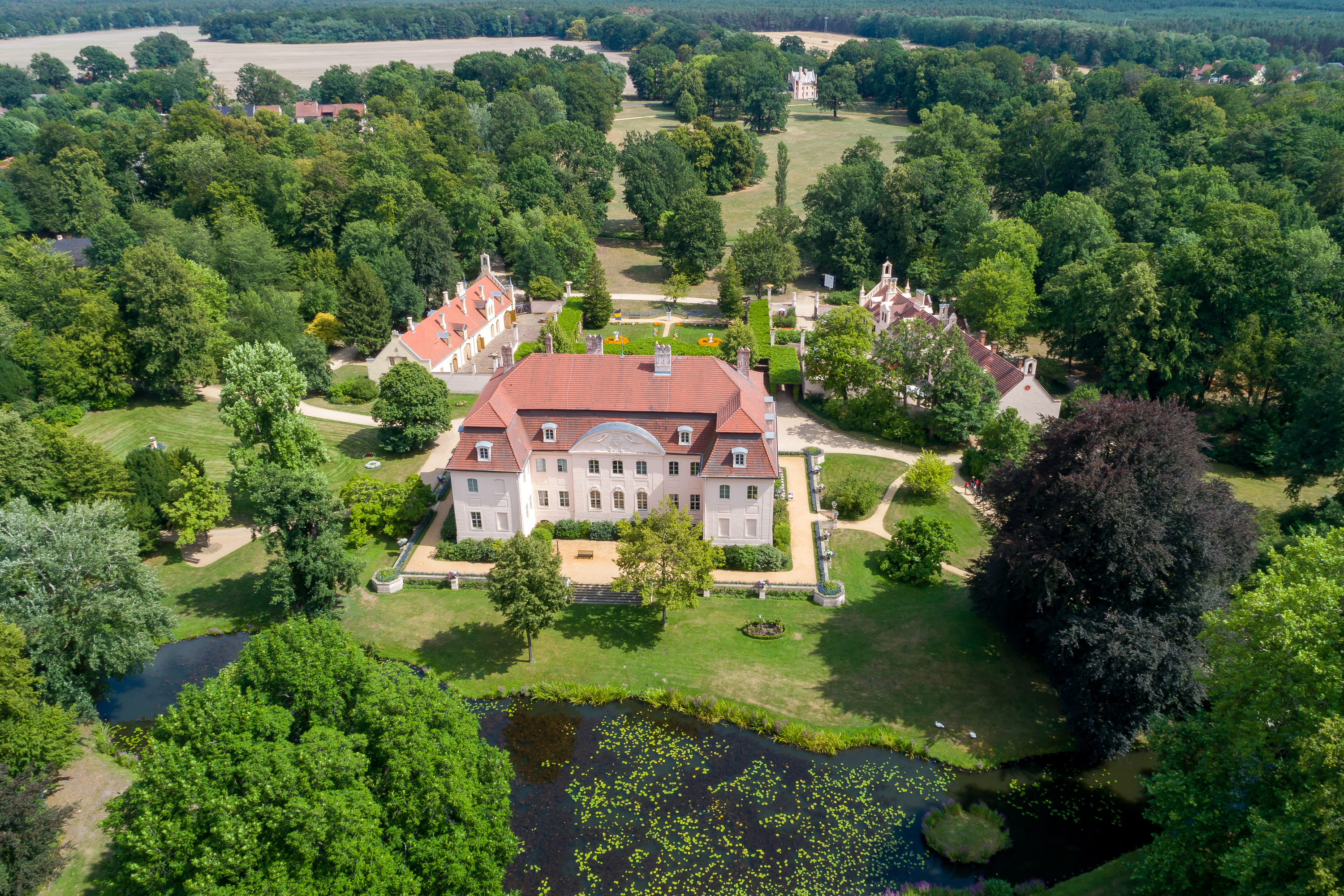
Schloss Branitz mit umgebenden Pleasureground

### Einführung
„Fürst Pückler schuf im niederlausitzer Branitz bei Cottbus ein Gesamtkunstwerk aus Garten- und Landschaftsgestaltung, Architektur sowie Raumausstattungen von internationalem Rang. Die Anlage beinhaltet gleichzeitig eine Vergegenwärtigung der in den öffentlichen Park eingeschriebenen Lebens- und Erkenntnisreise ihres Schöpfers, an der er die Besucher bereits seinerzeit teilhaben ließ.“

Nachdem Fürst Pückler die Standesherrschaft Muskau im April 1845 verkauft hatte, hielt er sich zunächst längere Zeit in Preußen und in Thüringen auf. Dort war er maßgeblich an der Gestaltung der Parkanlagen um Schloss Babelsberg beteiligt und wirkte parallel dazu bei befreundeten Auftraggebern mit an der Gestaltung von Englischen Landschaftsparks bei Schloss Ettersburg, Schloss Tiefurt, Schloss Wilhelmsthal sowie in Eisenach und Altenstein.
Ab 1846 begann er seinen Landbesitz in Branitz in einen Englischen Landschaftsgarten umzugestalten. Er unterteilte das Areal zunächst nach dem Zonierungsprinzip in unterschiedlich gestaltete Bereiche. Damit folgte er dem Gestaltungskonzept des englischen Landschaftsarchitekten Humphry Repton (1752–1818) bei der Gestaltung von Landschaftsgärten im englischen Stil. Der entsprechend „zonierte Landschaftspark“ ist gegliedert in den Pleasureground, den Innenpark sowie den Außenpark. Die Intensität der Gestaltung nimmt in der als „vollkommen künstliches Relief aus Hügeln und Tälern sowie Gewässern“ angelegten Parklandschaft von außen nach innen zu; im Zentrum befindet sich der Pleasureground. Dieser das Schloss umschließende Bereich des Parks ist, so Pückler selbst: „… ein an das Haus stoßendes, geschmücktes und eingezäuntes Terrain, von weit größerem Umfang als Gärten zu haben pflegen, gewissermaßen ein Mittelding, ein Verbindungsglied zwischen dem Park und den eigentlichen Gärten.“
Nachdem in den 1850er Jahren der Pleasureground fertiggestellt worden waren, ließ Pückler als Reminiszenz an seine Orientreise (1834–1840) in einem als Pyramidenebene bezeichneten Areal des Innenparks zwei Grabhügel in Form von Pyramiden für sich und Fürstin Lucie errichten. Das ursprünglich ebene Gelände des Branitzer Parks ist im Bereich der Pyramidenebene nicht durch Aufschüttungen überformt. Stattdessen wurden auf dem flachen, allseitig von Wald umgebene Gelände große Rasenflächen und gewundene Wasserläufe angelegt, die den gesamten Innenpark durchziehen und im Pyramidensee, in dessen Mitte die Seepyramide liegt, münden. Für das Gewässersystem nutzte Fürst Pückler den anstehenden hohen Grundwasserstand und die in der Nähe gelegene Spree.

### Pleasureground um Schloss Branitz

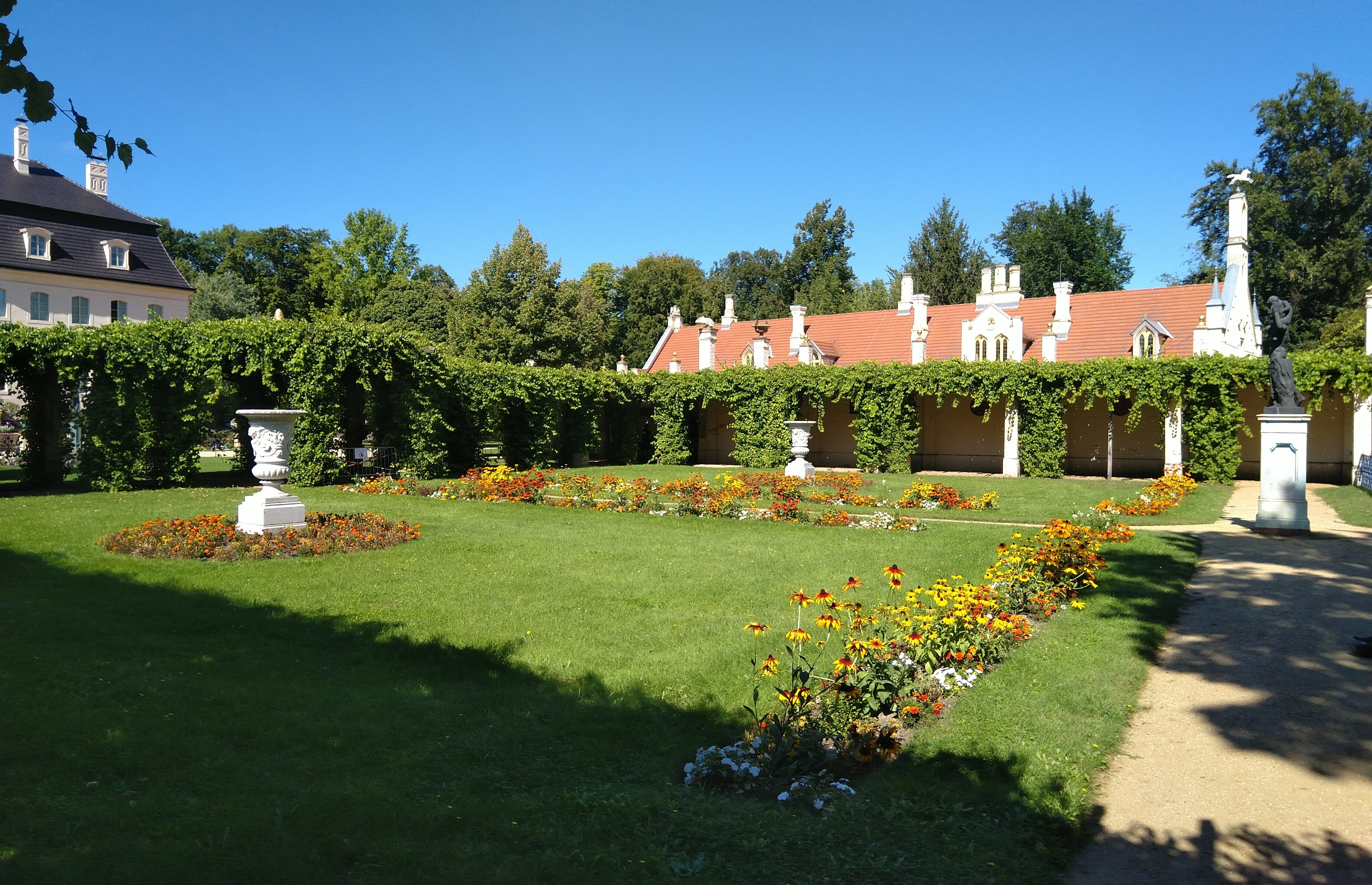
Pergolagarten im Pleasureground vor der Eingangsseite des Schlosses

Am Schloss legte der Fürst einen mit Blumenbeeten, Plastiken und Ziergehölzen ausgestatteten Pleasureground an, der zu Fürst Pücklers Lebzeiten der am intensivsten und repräsentativsten ausgestaltete Bereich des „zonierten“ Branitzer Landschaftsparks war. Wie er in seinem Fachbuch Andeutungen über Landschaftsgärtnerei von 1834 schreibt, wurde dieser mit mehreren Sondergärten (Bürger- oder Theegarten, Rehgarten, Pergolagarten, Pleasureobstgarten) als Fortsetzung der Räume des Schlosses unter freiem Himmel gestaltet. Samtartiger Rasen, zahlreiche prächtige Blumenbeete und Skulpturen zierten einst den im Zentrum des Parks gelegenen Bereich, den eine vielgestaltige, heute nur teilweise vorhandene Einfriedung umgab.
Im Randbereich des Pleasuregrounds steht der Henriette-Sontag-Kiosk. In dem auch als Rosenlaube bezeichneten Kiosk – sog. Kioske kamen im 18. Jahrhundert mit den Englischen Landschaftsgärten in Mode – steht die vergoldete Büste der Primadonna Henriette Sontag. Zuerst stand diese im Muskauer Park; Pückler ließ sie von dort 1861 nach Branitz holen und stellte sie in dem mit Rosen umrankten Kiosk auf. Zur Büste der Primadonna und zur ebenfalls vergoldeten Büste der Gräfin Jeanette Caroline von Alopäus (1783–1869), die noch im Muskauer Schloss steht, äußerte er sich in der „zweiten Abtheilung“ der Andeutungen („Beschreibung des Parks zu Muskau und seiner Entstehung“):

„Man wird dort auch zwei Büsten vor einer Blumenglorie bemerken. Es sind die zweier Frauen, welche mir von allen, die ich auf meiner Lebensreise angetroffen, als die lieblichsten erschienen *).
    *) Da Anerkennung der Schönheit keine Beleidigung ist, und in ihrem Reiche auch Rang und Geburt verschwinden, so will ich sie den Neugierigen nennen. Die eine ist die Gräfin Alopäus, die andere die Gräfin Rossi.“

Der Pleasureground war dem Fürsten, seiner Familie und seinen Gästen vorbehalten, während der anschließende Innenpark von Anfang an der Öffentlichkeit zugänglich war. Ein Großteil der Ausstattungselemente und Blumenbeete ging spätestens nach dem Zweiten Weltkrieg verloren. Teilbereiche wurden inzwischen nach historischem Vorbild wiederhergestellt. Einige Areale, wie der Rehgarten mit dem Hardenbergplatz und das Venusbeet, liegen bislang aber noch im „Dornröschenschlaf“.

### Innenpark

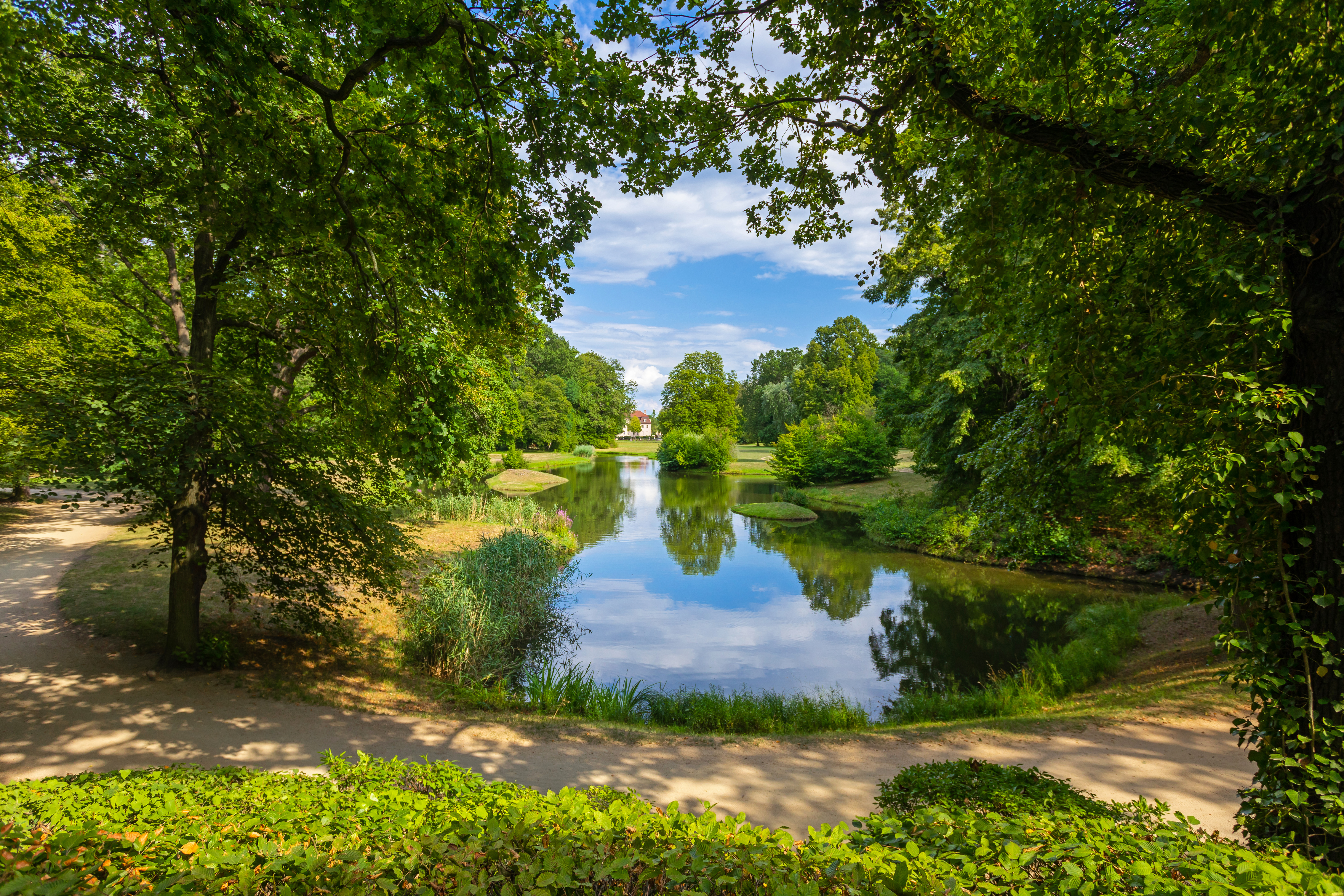
Blick vom Kugelberg über den Schilfsee

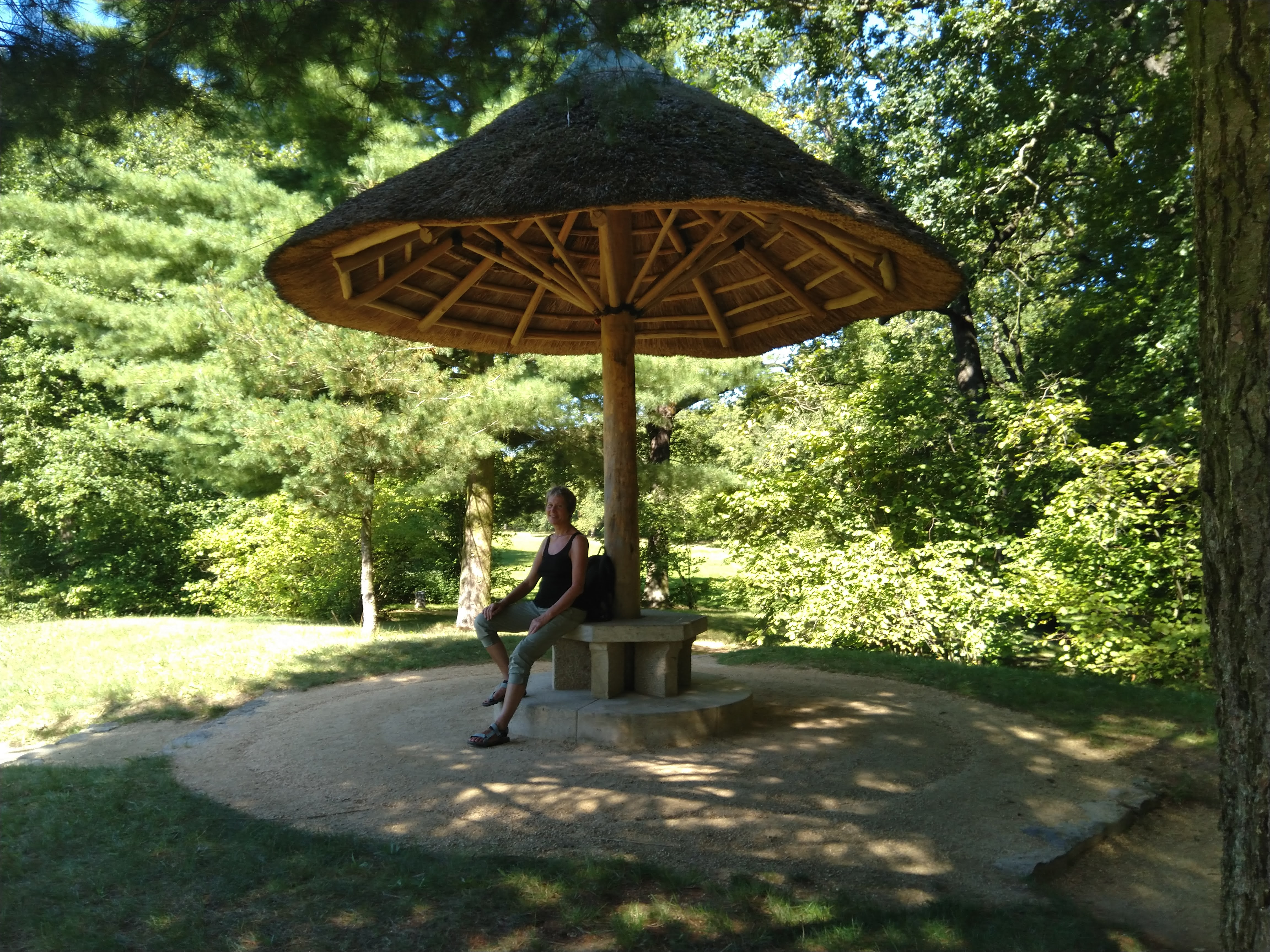
Rastplatz unter dem Parasol

Der Innenpark mit Pleasureground und Schloss umfasst eine Fläche von etwa 112 Hektar und stellt im Gegensatz zum reich ausgeschmückten Pleasureground eine „zusammengezogene idealisierte Natur“ dar. Pückler ließ dazu Seen und Kanäle ausheben und aus dem Aushub Hügel modellieren, sodass aus der ursprünglich flachen Ebene ein natürlich anmutendes Relief entstand. Der Innenpark erstreckt sich von der Parkschmiede und der Gutsökonomie im Osten zum Branitzer Torhaus im Süden und dem Cottbuser Torhaus im Norden bis an die Kiekebuscher Straße bzw. Pyramidenstraße im Westen. Im westlichen Innenpark befindet sich die ab den 1850er Jahren angelegte Pyramidenebene. Hier ließ Fürst Pückler 1856 die vom Pyramidensee umgebene Seepyramide, von ihm Tumulus genannt, für sich als letzte Ruhestätte anlegen und mit drei Arten Weinreben bepflanzen, die diese im Herbst überwiegend rot färben. Der Aushub, der beim Anlegen des Pyramidensees anfiel, wurde für einen Hügel verwendet, auf dem Pückler eine zwölfstufige Landpyramide als Grabstätte für seine 1854 verstorbene Lebensgefährtin Fürstin Lucie errichteten ließ. Vorbild für dieses Erdbauwerk waren die altägyptischen Stufenpyramiden in Meroe. Nach Fürst Pücklers Tod am 4. Februar 1871 wurden sein Leichnam wunschgemäß mit zersetzenden Chemikalien übergossen und anschließend am 9. Februar 1871 in der Seepyramide beigesetzt. Nachdem Fürstin Lucie 1854 gestorben war, wurde sie auf eigenen Wunsch zunächst auf dem alten Branitzer Dorffriedhof beigesetzt. Auf Betreiben von Pücklers Pflichterben Heinrich Graf von Pückler erfolgte 1884 ihre Umbettung in die Seepyramide.

### Außenpark

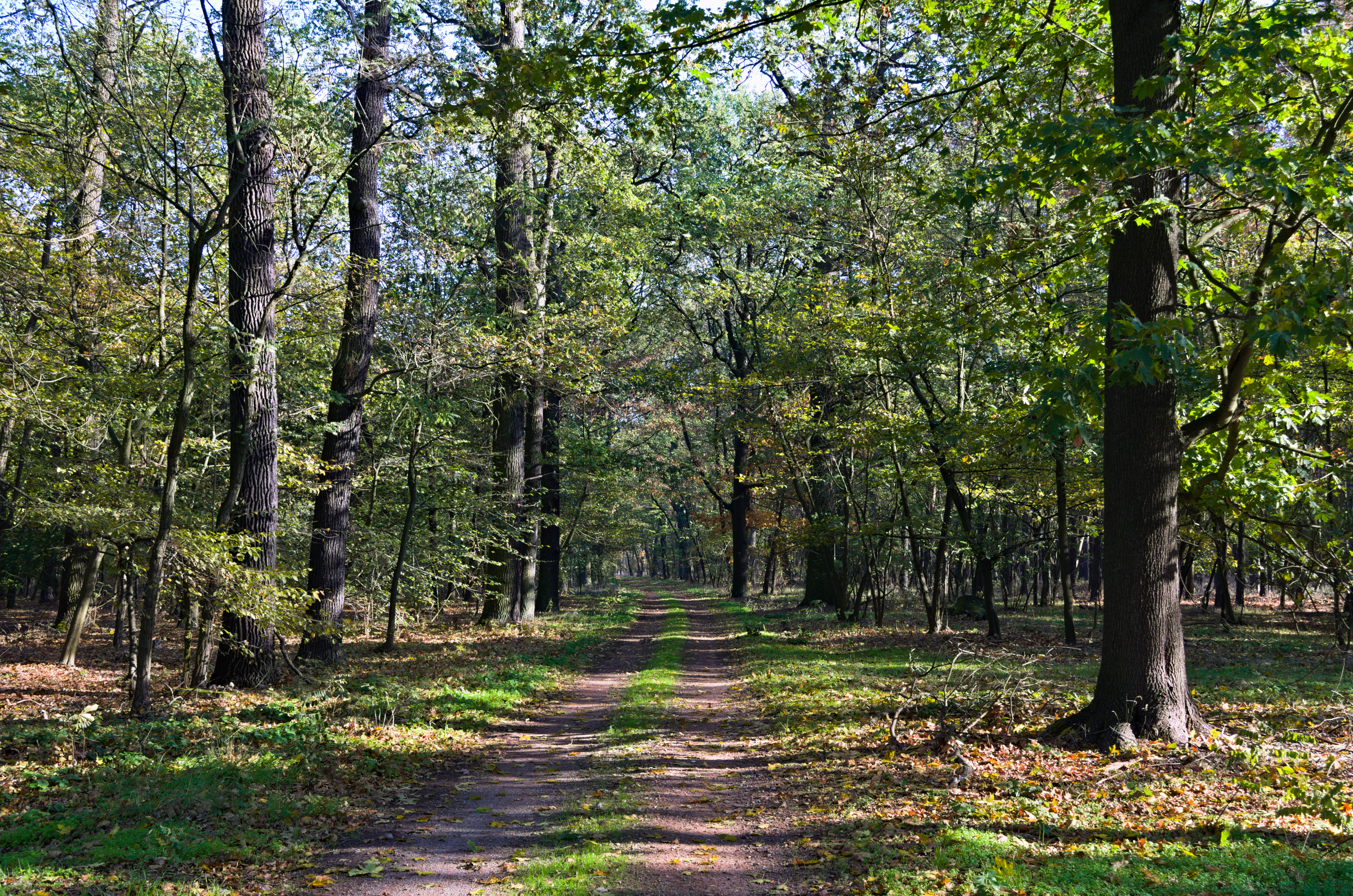
Englische Allee im Außenpark

Die als Außenpark bezeichnete Parkanlage von Branitz gestaltete er als Ornamental Farm; vorhandene landwirtschaftlichen Bereiche eines Parks werden dabei als Teil der gesamten Parkanlage behandelt. Durch einen Wald, der zum Außenpark gehört, verläuft östlich von Schloss Branitz die Englische Allee. Auf dieser führt sowohl die Niederlausitzer Bergbautour als auch der Fürst-Pückler-Radweg direkt in den Branitzer Park. Heute ist ein Teil des Außenparks überformt bzw. umgenutzt, beispielsweise durch die Branitzer Siedlung, das Stadion der Freundschaft, den Eliaspark, den Spreeauenpark und den Tierpark Cottbus. Weitere Flächen werden land- und forstwirtschaftlich genutzt oder rekonstruiert, wie ab 2012 das Wegenetz (Englische Allee und Umfahrungsweg) und ab 2022 die Neue Branitzer Baumuniversität.

## Ausgangssituation 1847 und Umgestaltung bis 1853

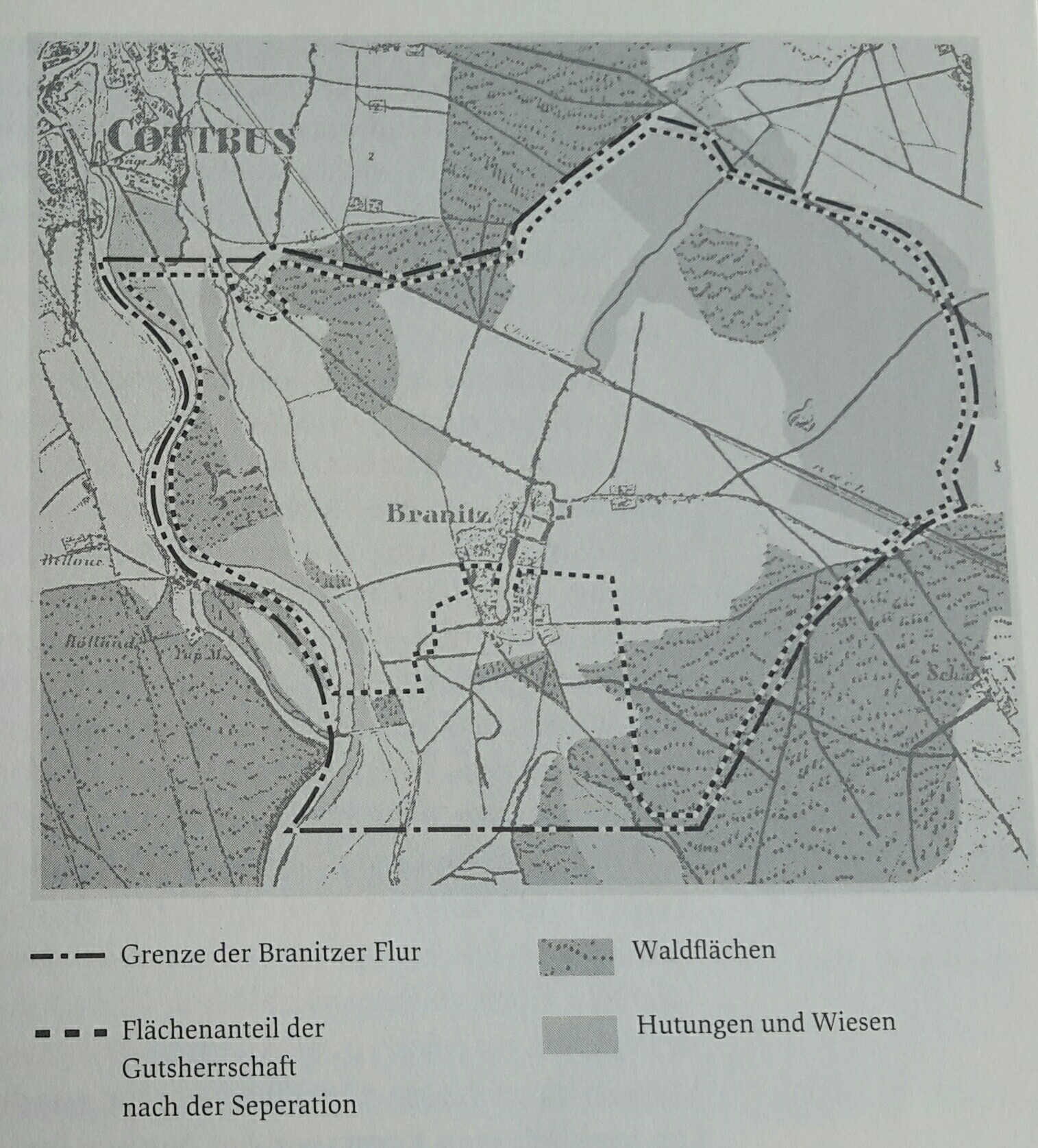
Branitzer Flur im Jahr 1845

Am 1. April 1847 reiste der Dresdener Baumeister Gottfried Semper nach Branitz, um sich ein Bild von den Gebäuden zu machen und Änderungsvorschläge zu erarbeiten. Heinz Ohff beschreibt Sempers Eindrücke wie folgt:

„Das Schloss, erst knapp 100 Jahre alt, wirkt baufällig und weist große Löcher im Dach auf, was ebenso auf Ställe und Wirtschaftsgebäude zutrifft. Am Eingangsportal des Schlosses türmt sich ein großer Dunghaufen, und das Ganze liegt in einer riesigen flachen nur von mageren Obstbäumen bestandenen Gegend. Ungehindert fällt der Blick über die kahle Ebene auf die Türme und rauchenden Fabrikschlote des nahen Cottbus, einer kleinen Industriestadt von 9000 Einwohnern, die sich noch nie durch besondere Schönheit ausgezeichnet hat. Durchflossen wird die Einöde überdies von der Spree, die damals noch nicht eingedeicht ist, daher die trostlose Landschaft ständig unter Wasser setzt und sie dadurch noch trostloser macht.“

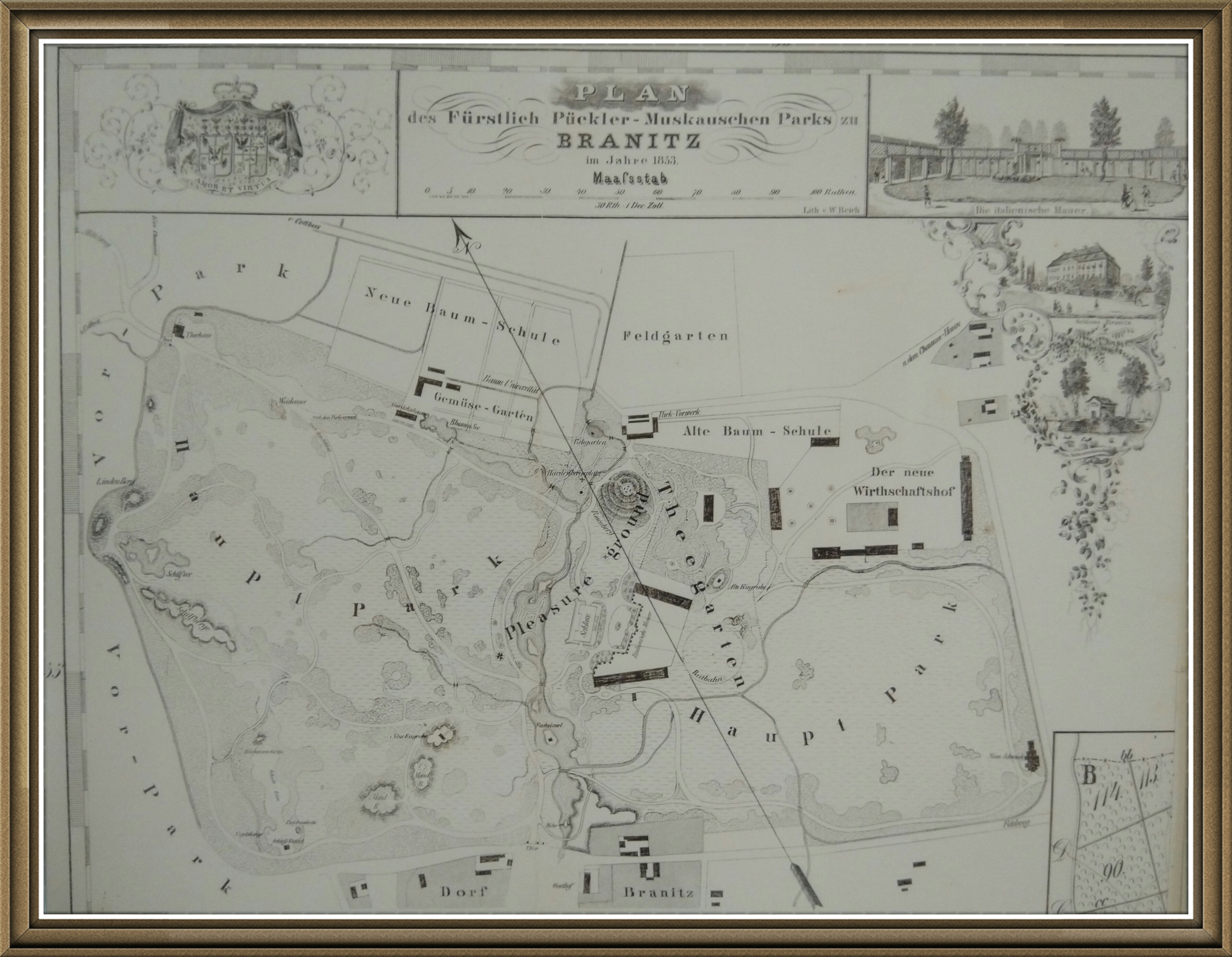
Plan des Pückler-Muskauschen Parkes zu Branitz im Jahr 1853

Die Einschätzung Sempers hielt den Fürsten jedoch nicht von seinen Umgestaltungsplänen ab, denn so Pückler selbst: „es ist nun einmal meine Bestimmung, Oasen in Sandwüsten anzulegen, der ich nicht entrinnen kann.“ Semper fertigt für 65 Taler mehrere Zeichnungen an und Pückler intensiviert die Gartenarbeiten in allen Bereichen des von ihm geplanten Landschaftsgartens. Auf einer Fläche von 40 ha gewannen Erd- und Wasserbauten, Gehölzpflanzungen und Architekturen an Gestalt. Der vorhandene Schlossgraben wurde teilweise verfüllt und am Standort des neuen Vorwerkes entstand ein Gewächshaus.
Begonnen hatte Pückler beim Anlegen des Branitzer Parks, wie bei anderen Parks, auch hier mit der Festlegung der Wege. Danach ließ er die Wasserläufe und Seen ausheben und steckte gleichzeitig die Pflanzungen ab. Bei den Arbeiten wurde er von Carl Petzold unterstützt, der oft nach Muskau kam und vor allem das Abstecken der größeren Erdmassen überwachte „um erst das Bild in seinen größeren und Grundrissen gewissermaßen festzustellen.“ Es folgte „die Profilierung des Bildes durch das Aufstellen einzelner, namentlich gleich großer Bäume und Baumgruppen“. Als erste Großbäume wurden zwei Linden aus dem Dorf Kahren nach Branitz umgesetzt. Da der sandige Untergrund für den geplanten Bewuchs ungeeignet war, ließ Pückler Mutterboden mit hohem Aufwand von weit her auf Ochsenkarren heranschaffen und die Bäume möglichst mit ganzer Wurzel und unbeschnittener Baumkrone auf einem speziellen Fuhrwerk nach Branitz fahren. Der Boden am vorgesehenen Standort wurde vor der Pflanzung „baumgerecht“ präpariert. Bis 1850 wurden etwa 400 große Bäume im Branitzer Park gepflanzt, wovon 20 Prozent eingingen und ersetzt werden mussten. Zuletzt erfolgte das Planieren des Bodens und das Anlegen von Rasenflächen. Nachdem die Arbeiten an Schloss und Park zu einem ersten Abschluss gelangt waren, nahmen der Fürst und Lucie von Pückler-Muskau 1852 ihren ständigen Wohnsitz im Branitzer Schloss. Dieses lag 1853 im Mittelpunkt vom damals 38 Hektar großen Park.

## Interpretation von Park, Architekturen und Symbolik

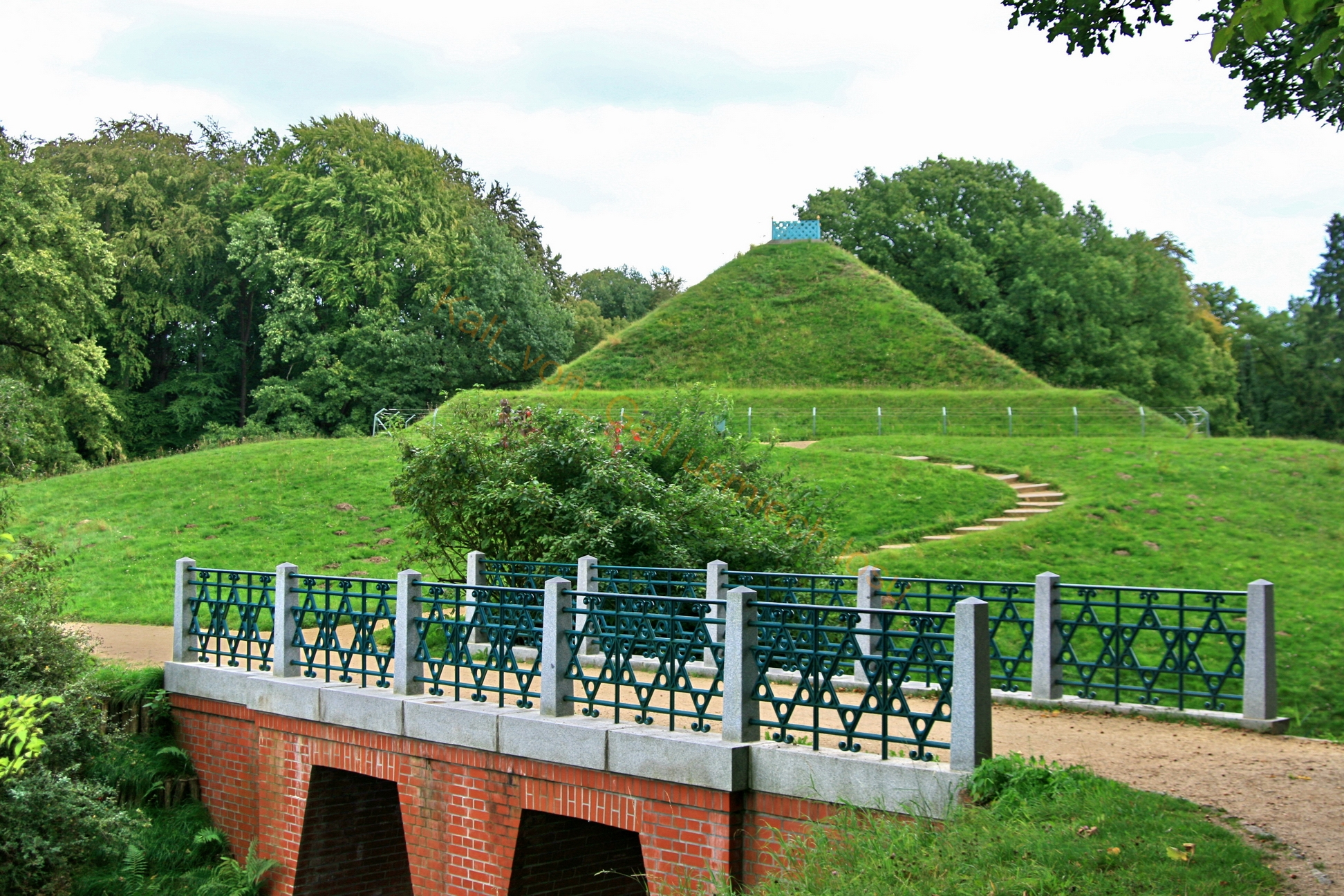
Ägyptische Brücke, im Hintergrund die Landpyramide

Zu den Zielen Pücklers bei der Gestaltung des Muskauer Parks schrieb der Bauhistoriker Jan Pieper: „Muskau sollte als affirmative Ideallandschaft eine in der Auflösung begriffene ständische Weltordnung im Bilde festhalten“ und ein „Manifest des Lebens- und Behauptungswillens eines Aristokraten gegen die unausweichlichen Wandlungen der Zeit“ sein „die diese Welt schon bald hinter sich zurücklassen sollte.“ Der Branitzer Park hingegen sei – zumindest nach Ansicht Piepers – das Manifest „einer romantischen Todessehnsucht, die nichts mehr aktiv mitgestalten, verändern oder gar behaupten möchte, sondern die mit allem ihren Frieden machen will.“
Der Pücklerforscher Helmut Rippl interpretierte die Verwendung der religiösen Sinnbilder: Pyramide, Davidsstern, Mondsichel mit Stern, Kreuz und Maria mit Jesuskind als symbolische Zusammenführung von vier großen monotheistischen Religionen im Branitzer Park. Jan Pieper sieht in den beiden Pyramiden – eine scheint im Wasser zu versinken, eine in der Erde – die „Rückkehr in die Elemente der Natur und einen Bezug zur Unsterblichkeit“. Die Symbolik achtstrahliger Sterne, wie sie die Gebäude im Branitzer Parks krönen, interpretierte der frühere Parkleiter Claudius Wecke in seiner Dissertation: „Von einer hochadligen Herrschaft zum öffentlichen Denkmal. Park und Schloss Branitz nach Fürst Pückler“:

„Die Gebäude des Parks befinden sich allesamt im Ostteil des Innenparks. Die bedeutendsten von Ihnen, das Schloss, die Parkschmiede und das Cottbuser Torhaus, ließ Pückler mit vergoldeten achtstrahligen Sternen bekrönen […]. Neben der Zahl Acht als Zahl der Unendlichkeit, ohne Anfang und Ende, könnte Pückler hier die mythologische Vorstellung aufgegriffen haben, wonach Sterne als an den Himmel versetzte Verstorbene verstanden werden können […]. Sterne ganz anderer Art gestaltete Pückler im Westteil des Innenparks, denn als Sterne auf Erden und als Symbole der Unvergänglichkeit dürfen die einmaligen begrünten Erdpyramiden verstanden werden. Für den kinderlosen Aristokraten hatte genau dieser Umstand besondere Bedeutung, war es doch sein Bestreben, der Nachwelt etwas Bleibendes zu hinterlassen.“

In der Kabbala steht die „8“ für die numerologische Quersumme von „1“ und „7“, die in der Hebräische Sprache der Ziffer Jesod entspricht. Im kabbalistischen Lebensbaum (heb. Ez Chajim) repräsentiert Jesod eine der zehn göttlichen Emanationen.
Von Fürst Pückler selbst ist keine Interpretation oder Deutung des von ihm geschaffenen Landschaftsparks als auch der darin befindlichen Architekturen und Symbolik bekannt. In einem Brief äußerte zu dem von ihm in Branitz angestrebten landschaftsgärtnerischen Ziel lediglich:

„Soviel ist gewiß, daß, wenn es mir hier gelingt, eine ästhetische Natur hervorzuzaubern, dies mein Meisterstück sein wird, wie auch mein letztes Stück, welches zur Aufführung kommt.“

## Ausstellungen in Schloss Branitz

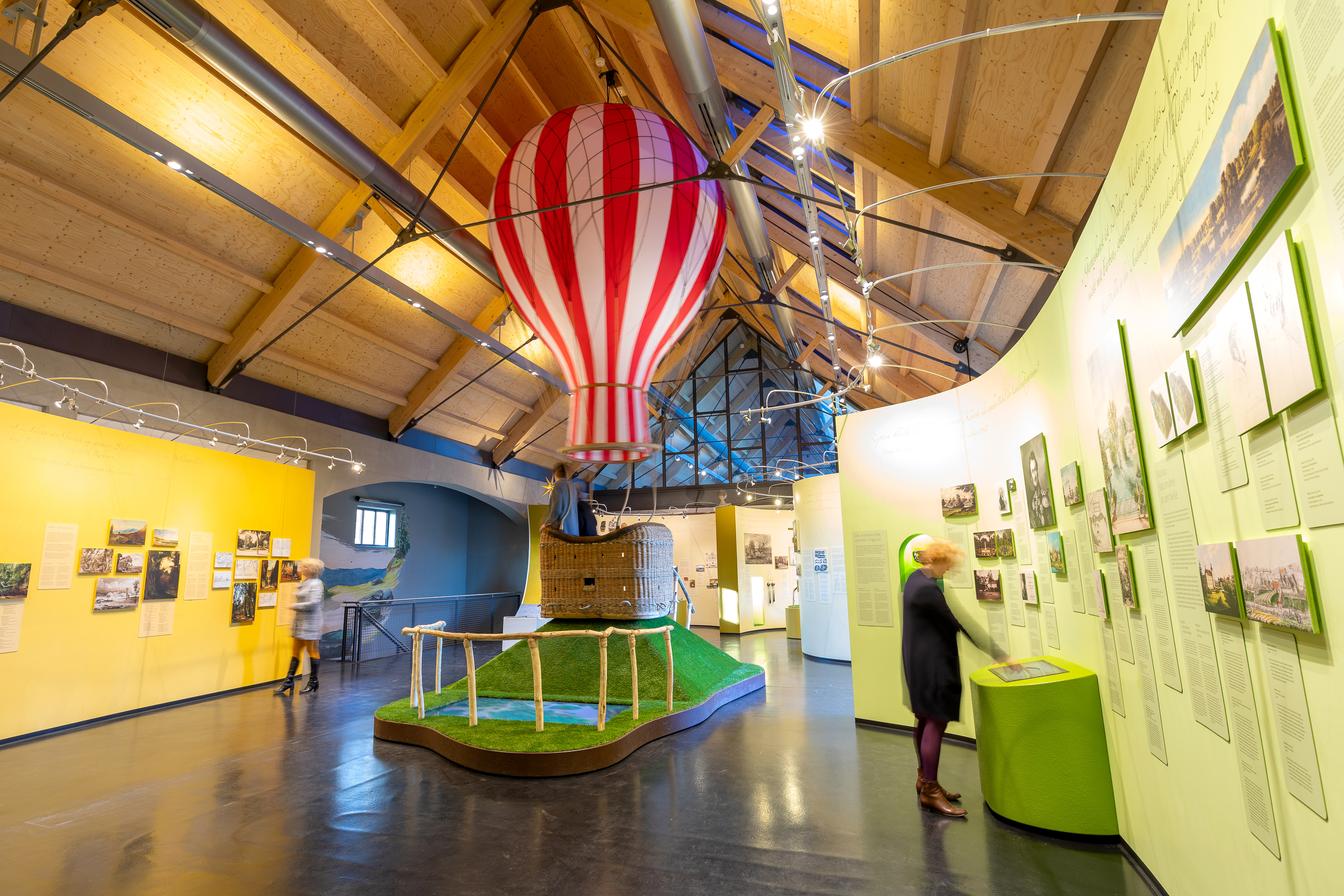
Dauerausstellung Fürst Pückler und Blechen. Meister der Landschaft

Im Zentrum des Parks liegt Schloss Branitz. Es wurde von 1770 bis 1772 im Barockstil errichtet und um 1850 umgebaut, ab 1852 lebten Fürst Pückler und seine Lebensgefährtin Fürstin Lucie bis zu ihrem Tode im Schloss. Heute wird das Schloss als Museum genutzt, es zeigt in zahlreichen historisch ausgestalteten restaurierten Räumen die Wohnwelt des Fürsten und seiner früheren Ehefrau. Außerdem wird im Schloss eine Gemäldesammlung von Werken des in Cottbus geborenen Landschaftsmalers Carl Blechen präsentiert.
Ausstellungen zum Leben und Werk von Fürst Hermann von Pückler-Muskau werden in der Dauerausstellung „Fürst Pückler und Blechen. Meister der Landschaft“ in den Fürstenzimmern des Branitzer Schlosses aber auch in regelmäßig wechselnden Sonderausstellungen im Besucherzentrum in der Gutsökonomie sowie im Marstall gezeigt, darunter im Jahre 2017 die Ausstellung „Augusta von Preußen – die Königin zu Gast in Branitz.“

## Veranstaltungen in Park und Schloss
Im Schloss Branitz und im Besucherzentrum finden regelmäßig Konzerte, Vorträge, Lesungen, Tagungen und weitere Veranstaltungen statt. Auf dem Gelände der Schlossgärtnerei wird jeweils im Mai das Gartenfestival veranstaltet, auf dem Gelände der Gutsökonomie im Dezember der Adventsmarkt. Alljährlich findet am letzten Sonntag im August die Vorstellung des neuen Spielplans des Staatstheaters Cottbus im Branitzer Park statt.

## Literatur

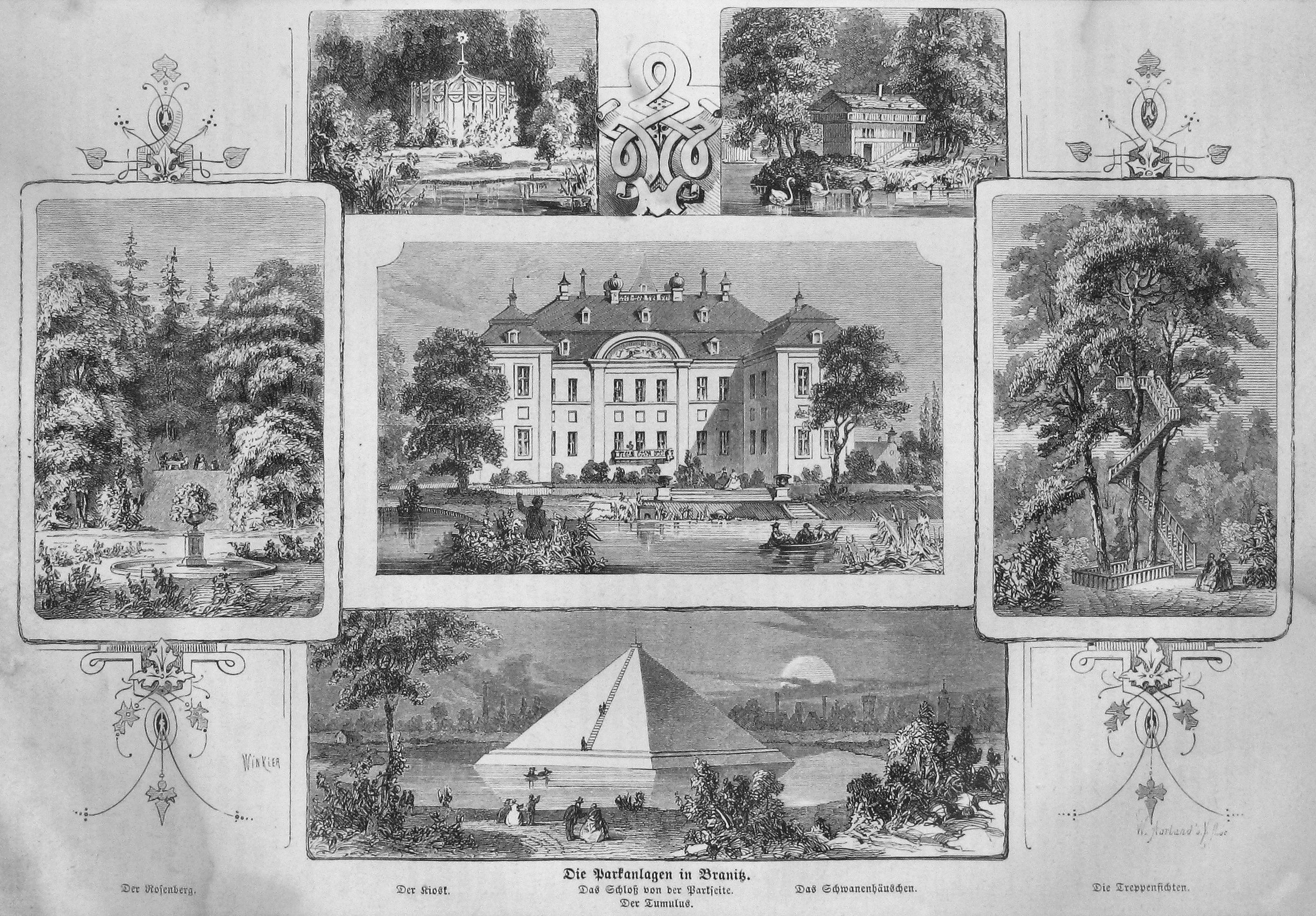
Die Gartenlaube (1863, S. 429) – Original-Bildunterschrift: „Die Parkanlagen in Branitz, Der Rosenberg, Der Kiosk, Das Schloss von der Parkseite, Das Schwanenhäuschen, Die Treppenfichten, Der Tumulus.“

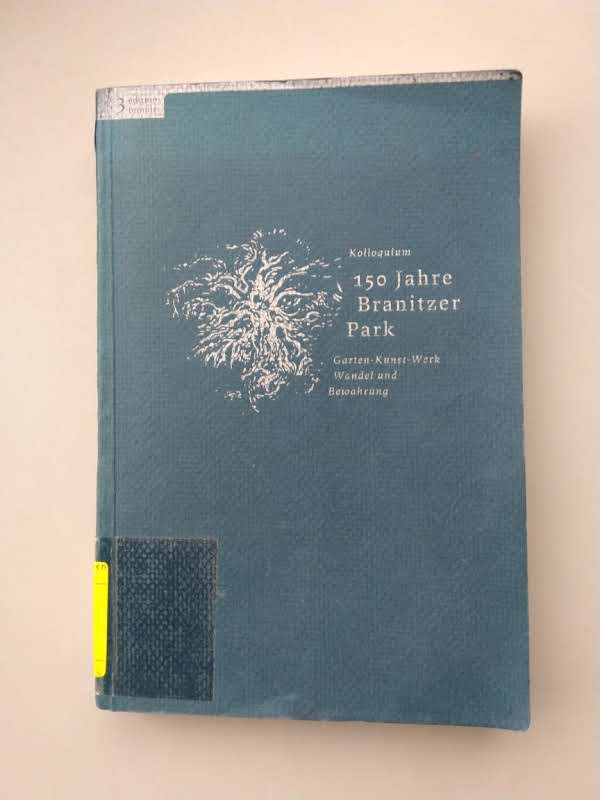
Einband des Buches: „150 Jahre Branitzer Park“ (1998)

## Filme

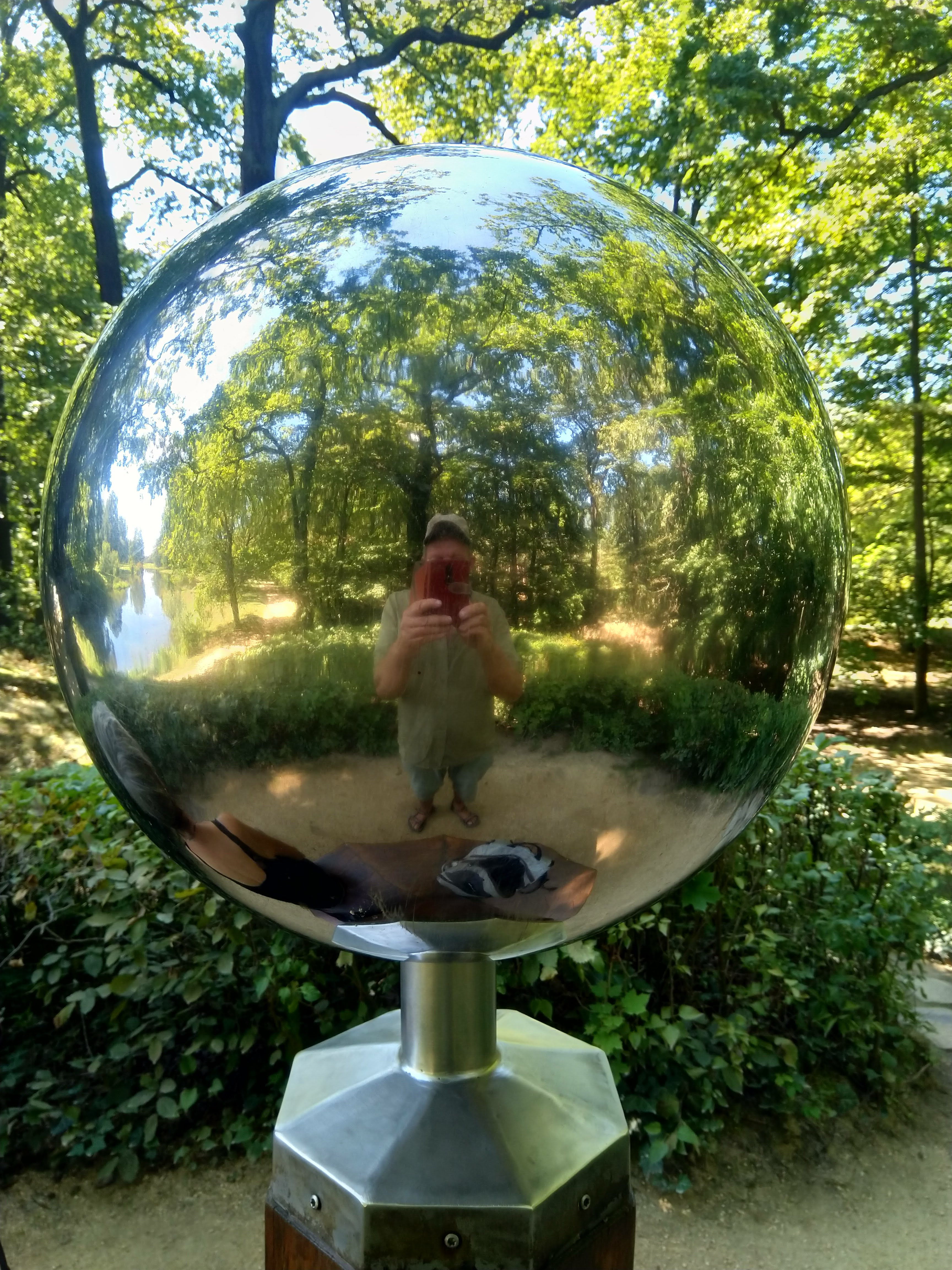
Spiegelnde Kugel auf dem Kugelberg

- Ein Sommer in Branitz – Pücklers persönlichster Park. Dokumentarfilm, Deutschland, 2021, 44 Min., Buch und Regie: Grit von Lederer, rbb-Produktion in Kooperation mit der Stiftung Fürst Pückler Museum, Park und Schloss Branitz, Erstsendung: 2. November 2021 bei rbb Fernsehen, siehe .
- Die Pracht von Babelsberg. Pücklers Paradies an der Havel. Dokumentarfilm, Deutschland, 2017, 44:20Min., Buch und Regie: Grit Lederer, Produktion: rbb, Erstsendung: 30. Mai 2017 bei rbb Fernsehen, Inhaltsangabe von rbb
- Die Pyramide des grünen Fürsten. Pücklers Grab in Branitz. Dokumentarfilm, Deutschland, 2015, 28:54 Min., Buch und Regie: Wolfgang Albus und Donald Saischowa, Produktion: rbb, Erstsendung: 24. Mai 2015 bei rbb Fernsehen, Inhaltsangabe von ARD, online-Video.
- Der Tumulus. Dokumentarfilm, Deutschland, 2015, 60 Min., Kamera, Buch und Regie: Donald Saischowa, Kinofilm und Kauf DVD, Eine Dosfilm Produktion in Kooperation mit der Stiftung Fürst Pückler Museum, Park und Schloss Branitz